# Teoría conspirativa del calentamiento global

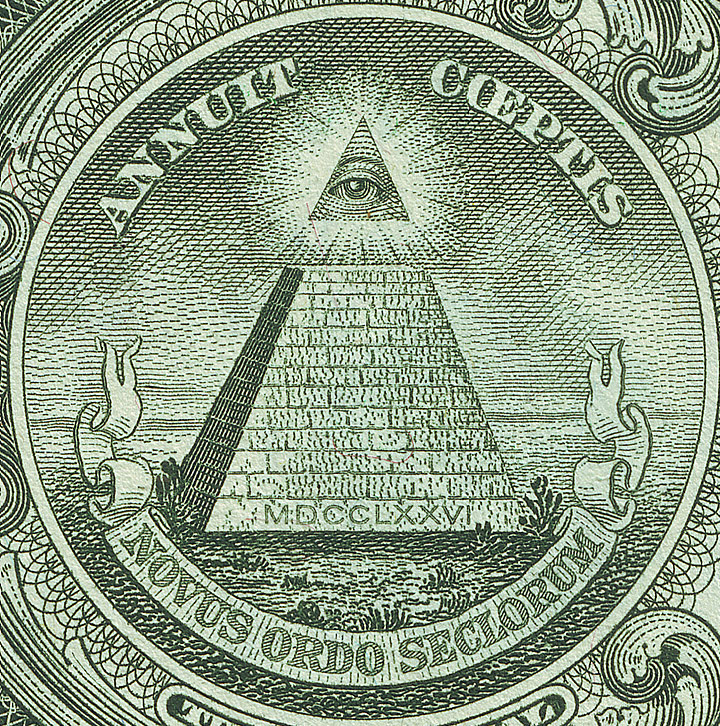
El ojo que todo lo ve en un dólar americano

La conspiración del calentamiento global o teoría conspirativa del calentamiento global
sostiene que la hipótesis del calentamiento global es un fraude que, mediante mala conducta profesional o criminal, manipula o distorsiona la ciencia que lo investiga, por razones ideológicas o financieras, y pretende suprimir la disidencia.
Sus defensores rechazan los términos «conspiración» o «conspirativa» ya que los consideran peyorativos, por lo que prefieren el término «bulo» o «fraude» del calentamiento global.

## Denuncias
La sugerencia de una conspiración o complot de los promotores de la hipótesis del calentamiento global se conoció en un documental de 1990 La conspiración del invernadero emitido por el Canal 4 del Reino Unido el 12 de agosto de 1990. Ese programa era parte de las series de TV Equinox, y aseguraba que a los científicos que criticaban la hipótesis del calentamiento global se les negaban fondos. Aunque el programa enfáticamente usó la palabra «conspiración» en su título, Patrick Michaels no era partidario de ese concepto, asegurando que quizá no fuera una conspiración «pero ciertamente es una coalición de intereses promotores de la hipótesis del invernadero; los científicos requieren fondos, para la televisión es una historia, para el Gobierno una causa perdida».
En 1997, en un artículo que escribió para el National Review, Ron Bailey aseguró:

Los milicianos privados son famosos por sus helicópteros negros realizando maniobras en complot con tropas de la ONU. Habría un pequeño cuadro de oscuros burócratas internacionales trabajando en un sistema de «gobierno global», y lentamente ganando control sobre los estadounidenses ordinarios. Maurice Strong, 68 años, canadiense, sería el «hombre indispensable» en el centro de este poder con la ONU.
Ron Bailey

Bailey nota que su rol más prominente e influyente fue como secretario de la Cumbre de la Tierra 1992, que puso en alza al UNFCCC (UN Framework Convention on Global Climate Change: Convención Marco de la ONU sobre Cambio Climático Global), asegurando que las propuestas de restringir las emisiones de gases de invernadero (luego bajo negociación) costaría «$90 000 a 400 000 millones de dólares anualmente del producto interno bruto y una pérdida de entre 0,6 y 3,5 millones de puestos de trabajo». Bailey alegó que la lista de contactos de Strong incluye a:
- George H. W. Bush, expresidente de Estados Unidos
- Ingvar Carlsson, primer ministro de Suecia
- Mijaíl Gorbachov
- Al Gore, exvicepresidente de Estados Unidos
- Jonathan Lash, presidente del World Resources Institute (Instituto de Recursos Mundiales)
- Shridath Ramphal, secretario general del Commonwealth británico
- James Gustave Speth, jefe del Programa de las Naciones Unidas para el Desarrollo
- James Wolfensohn, presidente del Banco Mundial.

Bailey remarca:

No es una conspiración, por supuesto: es un grupo de gente peleando para salvar al mundo de menos prescindentes y más fuerzas de «pescadores» ―nominalmente, las fuerzas del mercado―.

En un discurso dado por el Comité del Senado de Estados Unidos sobre el Medioambiente y Obras Públicas, del 28 de julio de 2003, titulado «La ciencia del cambio climático», James Inhofe (senador por Oklahoma) concluyó con la siguiente pregunta:

¿Con toda la histeria, toda la fealdad, toda la ciencia divulgada, podríamos reconocer al calentamiento global antropogénico como el mayor fraude jamás perpetrado sobre la gente?
James Inhofe

Inhofe ha sugerido que los aceptadores del Protocolo de Kioto tales como Jacques Chirac están animando hacia una gobernanza mundial.
En un artículo que también cita Inhofe, la American Free Press dijo:

Fue un momento de explicitar a Chirac. El gobierno mundial es el foco principal del secreto Grupo Bilderberg, del que él es una luminaria.

Un artículo del diario Washington Post describió las visiones de William M. Gray ―climatólogo escéptico del calentamiento global―, citándolo como impulsor de su «propia teoría conspirativa», diciendo:

Gray ha hecho una lista de 15 razones para la histeria del calentamiento global. La lista incluye la necesidad de encontrar un enemigo luego del fin de la Guerra Fría, y el deseo entre científicos, líderes del gobierno, ambientalistas, para encontrar una gran causa que los una para 'organizar, propagandizar, forzar conformidad y ejercer influencia política. Un gran gobierno global sería el máximo líder y controlador de un mundo mejor!.

En ese artículo, Gray también cita la influencia que tuvo Al Gore cuando era vicepresidente como iniciador de estos problemas, aportando fondos federales. De acuerdo a Gray, la National Oceanic and Atmospheric Administration (NOAA) detuvo los fondos de investigación a él.
El 1 de marzo de 2007, un artículo de la revista Whistleblower, publicación de WorldNetDaily, titulado «Histeria: exponiendo la agenda secreta detrás de la obsesión actual con el calentamiento global», donde aseveraba que «todos los mayores implicados ―desde políticos hasta científicos de grandes corporaciones y de las Naciones Unidas― se benefician de infundir temor a miles de millones de humanos sobre la hipótesis no probada del calentamiento global antropogénico».
Comentando las críticas del Grupo Lavoisier de australianos escépticos, por Clive Hamilton, la Cooler Heads Coalition (Coalición de Cabezas Frías), dice que «Hamilton acusa al Grupo Lavoisier de pintar las negociaciones de la ONU sobre calentamiento global como una elaborada conspiración donde centenares de climatólogos han destrozado sus resultados para pasarse a la «hipótesis del cambio climático» para de proteger sus fondos de estudios» y añade, «Suena plausible para nosotros».
Tim Ball, profesor de la Universidad de Winnipeg, escribió en una entrevista de febrero de 2007:

Ustedes presentan a este incestuoso y pequeño grupo como controlando todos los procesos en las publicaciones y en el IPCC (Panel Intergubernamental del Cambio Climático). Yo no soy un teórico sobre conspiraciones, y odio empujar hacia allí, pero pienso que hay un consenso conspirativo que continúa.

Un informe minoritario de 2007 del United States Senate Committee on Environment and Public Works (actualizado en 2009) originalmente citando soporte de 400 científicos escépticos, y subiendo a 700. El informe le disputa a las denuncias de calentamiento global antropogénico del IPCC y por el exvicepresidente Al Gore.
En un artículo de 2009, James Delingpole escribió que

Hay hoy un extenso y poderoso cuerpo de intereses contra gobiernos como el del presidente Obama, que intenta usar el «calentamiento global» como excusa para mayores impuestos, regulaciones y protectionismo; compañías de energía e inversores que harán fortunas del mercado del carbón; ONG como Greenpeace, que para obtener fondos dependen de la ansiedad pública; ecologistas que necesitan hablar constantemente para justificar sus trabajos».

De acuerdo con George Monbiot, estas son 

las usuales teorías conspirativas [...] que trabajan para suprimir la verdad, que presumiblemente hoy incluye virtualmente a la comunidad entera científica, y desde Shell a Greenpeace, y desde la revista The Sun hasta Science».

La Organización Lyndon LaRouche denunció que en la Conferencia científica de 1975 se originó el «Fraude del Calentamiento Global»
Lord Christopher Monckton denuncia que el acuerdo para la «Conferencia de Copenague de Cambio Climático» es establecer una gobernanza mundial. Esta denuncia ha sido ampliamente defendida por comentaristas como Janet Albrechtsen 

### En la ficción
La novela State of Fear de Michael Crichton describe una conspiración por científicos y otros para crear pánico público acerca del calentamiento global. La novela incluye 20 páginas de notas al pie, descritas por Crichton como dando las bases fácticas de los elementos del complot de la historia.

## Participantes
Muchos de los que se ubican como participantes de una conspiración para promover la hipótesis del calentamiento global aparecen prominentemente en otras hipótesis conspirativas. Se incluye a organizaciones como:
- Naciones Unidas[24]
- El Grupo Bilderberg[13]
- El movimiento ecologista
- El Club de Roma[25]
- Cruz Verde Internacional[26]

e individuos:
- Al Gore[26]
- Kofi Annan
- Jacques Chirac[11]
- Maurice Strong[27]
- George Soros[27]
- Mijaíl Gorbachov[26]

## Motivos
Existen un número de diferentes ―y a veces contradictorios― motivos que han sido denunciados como conspiración para promover la idea del calentamiento global:
- Deseo de parte de Naciones Unidas y sus promotores de ir hacia un sistema de gobierno mundial o gobernanza global. Los proponentes de esta hipótesis frecuentemente fortalecen el rol de Maurice Strong.[9]
- Deseo de parte de los ambientalistas en impedir la industria a base de carbón, en desarrollo en África[28]
- Deseo de parte de los ecologistas en promover el desarrollo industrial muy contaminante en África, mientras reducen el desarrollo industrial en Estados Unidos.[29]
- Deseo de parte de los climatólogos en atraer fondos financieros para investigación[28]
- Deseo del gobierno en incrementar los impuestos.
- Deseo de parte de activistas de la izquierda política en promover la agenda descrita por Melanie Phillips[6] como una ideología de «izquierda, antiestadounidense, antioccidente de la mano de la antiglobalización y la creencia de que todo lo que lleve a un mundo industrializado debe voltearse. La agenda para romper ese mundo es revelado por presunciones altamente cuestionables hechas por modeladores climáticos sobre desarrollos en economía, tecnología o movimientos poblacionales, que afectan las emisiones y consecuentemente las predicciones de temperatura.»
- Deseo de parte de los líderes conservadores incluyendo a Margaret Thatcher,[28][30] y Helmut Kohl[31] en promover la energía nuclear mientras atraen el soporte político de Grupos Verdes.
- Deseo de parte de líderes de izquierda en promover el socialismo:
  - De acuerdo a una contribución crítica especial escrita por Lawrie McFarlane en Times Colonist de Victoria (Columbia Británica): «Para el socialismo, al menos en sus formas tempranas, comparten los mismos instintos -- romper con la propiedad privada, animus hacia la salud, urgir a perseguir un gran gobierno. Y como los ambientalistas, marchando bajo el estandarte de una moral superior. (...) El ecologismo no es una religión ni una ciencia. Es una misión política, ofreciendo las mismas promesas a sus seguidores: el delicioso sentimiento de hacer lo correcto, y más aún, corriendo cosas».[32]
  - El presidente checo Václav Klaus dijo que «Esta ideología reza a la Tierra y a la naturaleza y bajo sus eslóganes de su protectorado desean reemplazar la libre y espontánea evolución de la humanidad por una suerte de hoax (‘bulo’) global, planificación de todo el mundo».[33]

### Motivos ideológicos
Las afirmaciones hechas o alegadas por varios proponentes de las políticas del cambio climático han sido citadas con la idea de que el calentamiento global antropogénico puede ser usado primariamente para propósitos políticos.
- De acuerdo al crítico editorial de Peter Menzies en el diario Calgary Herald, Christine Stewart, ministro canadiense de Ambiente y Obras del Partido Liberal de Canadá, dijo en 1998 que «No hay problemas si la ciencia es toda falsedad, pues hay beneficios colaterales ambientales».[34]
- De acuerdo al libro Ciencia bajo sitio (1993) de Michael Fumento, el senador estadounidense Timothy Wirth (diputado por Colorado) dijo que «Seguiremos con la agenda del calentamiento global. Incluso si la teoría del calentamiento global fuera errónea, estaríamos en el buen camino, en términos de políticas económicas y ambientales».[35][36]

## Críticas
Las críticas de las denuncias de que científicos y otros con el calentamiento global promueven un fraude u hoax (‘bulo’) han sido comúnmente usados con el término «teoría conspirativa» para describir esa visión. Por otro lado, aquellos que describen el consenso científico sobre calentamiento global como «hoax», «fraude» o aún «conspiración», con frecuencia objetan el uso del término «teoría conspirativa» o «teóricos conspirativos» para describrlos a ellos y a sus visiones.
Steve Connor enlaza los términos «hoax» y «conspirativo», diciendo:

Leyendo los resúmenes técnicos del informe del IPCC [Panel Intergubernamental del Cambio Climático], está claro que da la impresión de que tal cambio climático es un hoax conspirativo de la ciencia del establishment.

En un artículo titulado «La teoría conspirativa de Crichton», Harold Evans describió tal teoría Crichton como siendo «en el estilo político paranoide identificado por el renombrado historiador Richard Hofstadter», sugiriendo que «si usted quiere estar en el mercado con una teoría conspirativa hoy, sería más creíble un documento del grupo de presión Greenpeace», nominalmente con fondos del ExxonMobil de grupos opuestos a la teoría del calentamiento global
El documental The Great Global Warming Swindle (‘La gran estafa del calentamiento global’) recibió muchas críticas. George Monbiot describió «la misma vieja teoría conspirativa que hemos escuchado de los detractores de la industria en la última década».
David Miliband ―secretario de Estado del Reino Unido para el Ambiente, Agricultura y Asuntos Rurales― presentó una refutación a los principales puntos del filme y argumentó:

Siempre hay gente con teorías conspirativas tratando de tirar abajo el consenso científico, y eso es parte del debate científico y democrático, pero la ciencia del cambio climático luce bien para mí».

John Houghton dijo: «La más prominente persona en el programa fue Lord Lawson, canciller del Exchequer, quien no es científico y tiene pequeño conocimiento de ciencias pero quien es parte de la creación de una teoría conspirativa que cuestiona los motivos y la integridad de la comunidad científica global, especialmente de los representantes del IPCC [Panel Intergubernamental del Cambio Climático]».

## Contradenuncias de conspiraciones
Algunos que aceptan la opinión científica sobre el cambio climático antropogénico, donde el humano es largamente responsable de recientes y proyectados calentamientos, han similarmente acusado a sus oponentes de ser motivados por intereses financieros o ideológicos, y en algunos casos usan el término «conspirativo» para describirlo. Bruce Babbitt ―secretario del Interior (United States Secretary of the Interior) de Estados Unidos― afirmó en 1998:

Es un tema infeliz que las compañías petroleras y del carbón de Estados Unidos se han unido en una conspiración para contratar pseudocientíficos para refutar los hechos. [...] Las compañías de energía necesitan ser llamadas a explicar pues están haciendo lo contrario a Estados Unidos en la mayoría del sentido básico. Se están comprometiendo con nuestro futuro aceptando los hechos presentados por sus subordinados científicos y desatendiendo al pueblo estadounidense.
Más evidencia de fondos de la industria energética para los negadores del cambio climático ha sido producido por Greenpeace con su proyecto Exxon Secrets.
ExxonMobil anunció en 2008 que cortaría los fondos a muchos de los grupos escépticos a la ciencia del calentamiento global aunque continúa solventando a «dos docenas de otras organizaciones que cuestionan la ciencia del calentamiento global o atacan las políticas de solución de la crisis».
Un estudio llevado a cabo por la Royal Society (de Reino Unido) halló que en 2005 ExxonMobil distribuyó $2,9 millones a 39 grupos a los que la sociedad llama «malos representantes de la ciencia del cambio climático» para evitar la evidencia negativa.